# Happy Days (band)
 For alternative betydninger, se Happy Days. (Se også artikler, som begynder med Happy Days)
Happy Days er et amerikansk black metal-band fra Florida dannet af sangeren Morbid i 2007. Oprindeligt stammede gruppen fra byen Sarasota i Florida, men flyttede senere til Miami. Omkring musikken har Morbid forklaret, den reflekterer over alt negativt som eksempelvis selvmord, depression, misantropi og hans egne problemer i livet.

## Medlemmer

### Nuværende medlemmer
- Morbid – Guitar, keyboard, vokal
- Karmaggedon – Trommer, percussion

### Tidligere medlemmer
- Cid – Trommer

## Diskografi

### Demoer
- 2007: A World of Pain
- 2007: Alone and Cold
- 2007: Drowning in Negativity

### Studiealbums
- 2008: Melancholic Memories
- 2008: Defeated by Life
- 2009: Happiness Stops Here
- 2010: Cause of Death: Life
- 2016: Save Yourself

### Delte albums
2009: Children of Failure

## Fodnoter
1. ↑  Happy Days på Encyclopaedia Metallum
2. ↑  Happy Days på MySpace